# Ранетка (сортотип яблок)

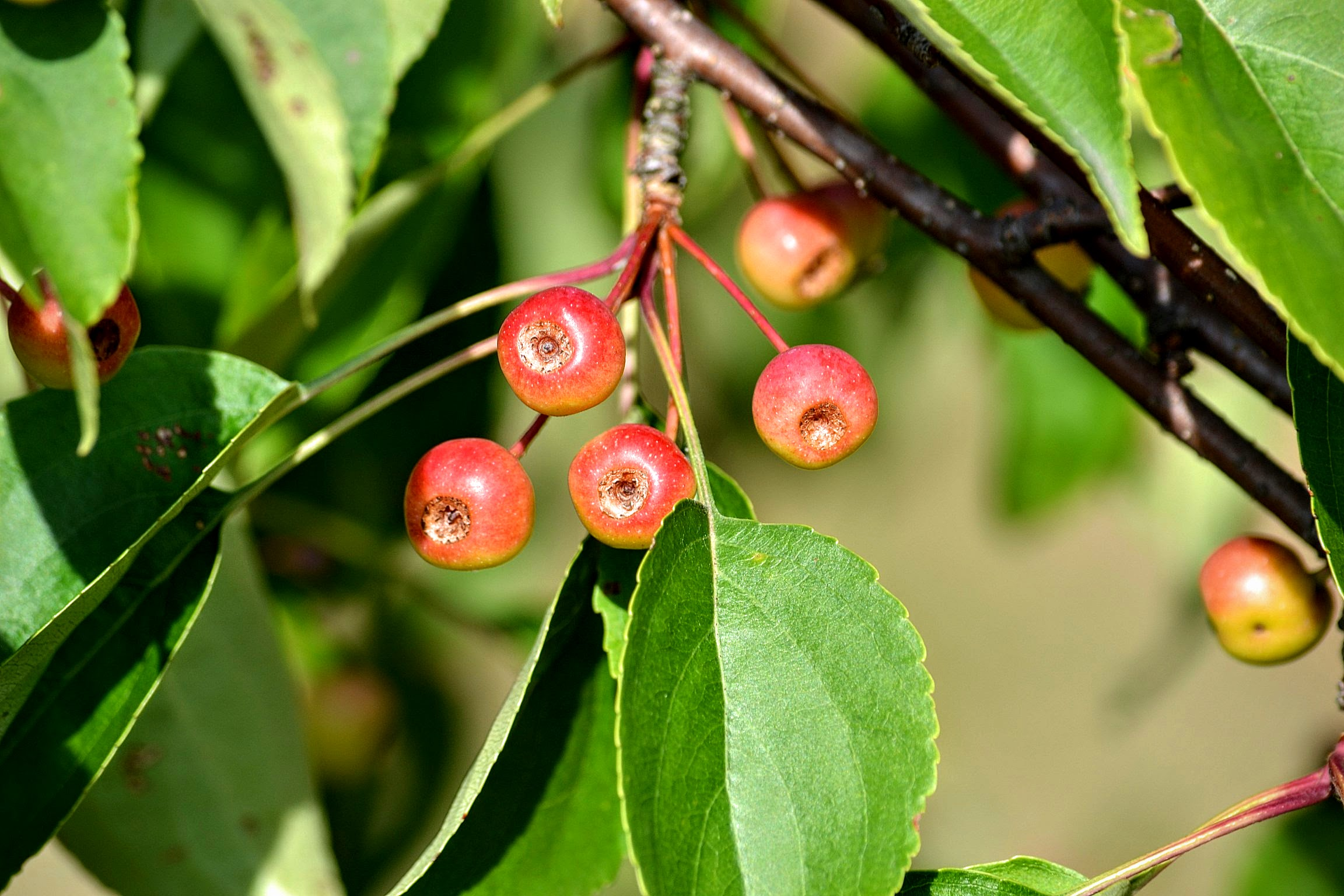
Обычная ранетка — яблоня ягодная, плоды обычно пригодны на компоты, а также варенье (повидло) предварительно пропустив через мясорубку. Чаще используется как декоративное растение или для озеленения

Ране́тки — мелкоплодные сорта яблони, полученные в результате скрещивания яблони сибирской ягодной (или её гибридов) с европейскими сортами или яблоней сливолистной и её гибридами («китайками»). У многих ранеток преобладают признаки сибирской яблони: они зимостойки, скороплодны, ежегодно обильно плодоносят; их используют при селекции других сортов яблони. Объединяет сорта, пригодные для кустовой и низкоштамбовой культуры. Ранетки имеют среднюю массу плода не более 15 грамм и представляют собой, как правило, первое поколение от исходных диких видов.
Наибольшее распространение сорта ранеток получили в сибирском крае — на Урале, Алтае, в Красноярске, Омске, Новосибирске и на Дальнем Востоке. Знакомство с сибирским сортиментом яблони у садоводов-любителей европейской части России весьма поверхностно, хотя на сегодняшний день усилиями селекционеров введено в культуру более 100 сортов с непревзойденным уровнем зимостойкости.
По принятой в США классификации все мелкоплодные виды и сорта с плодами менее 5 сантиметров в диаметре относят к группе под названием кребы, в эту группу попадают все мелкоплодные сорта ранеток. В некоторых местностях в просторечии ранетки называют китайками и наоборот.

## Словарное определение
Ранет (м. ранета и ранетка ж.) — порода небольших яблок. Ранетовое дерево.

## Употребление
Плоды употребляют в свежем виде и для переработки. Некоторые сорта используют для создания подвоев.
По результатам биохимических исследований в плодах ранеток содержится в 6—10 раз больше биологически активных веществ по сравнению со многими европейскими сортами. Так, содержание растворимых сухих веществ доходит до 24 %, в их составе превалируют сахара, представленные исключительно ценными в диетическом отношении формами — фруктозой и глюкозой — до 12 %. Из других углеводов до 1,8 % содержится пектиновых веществ, которые способствуют желированию плодового сока и используются в пищевой промышленности в качестве студнеобразователя. Пектины способствуют выведению из организма солей тяжёлых металлов и радионуклидов, являются кровоостанавливающим средством, помогают при излечении язвы желудка, имеют выраженные антимикробные свойства.

## Сорта
Среди сортов ранеток выделяются формы с исключительной зимостойкостью: 'Скалеповка', 'Жёлтая Длинноножка', 'Лалетино', 'Гибрид Титовки', 'Тувинка', 'Багрянка' (syn.: 'Багрянка Кащенко', 'Сибирская Багрянка'), 'Нежное Забайкальское', 'Зорька', 'Томский Кружок', 'Ранетка Консервная', 'Добрыня', 'Уважаемая', 'Кисилевка', 'Уральское Оранжевое', 'Бугристое Кащенко' (syn.: 'Бугристое Жёлто-розовое'), 'Ранетка Пурпуровая', 'Северянка'.

## В культуре
Название девичьей поп-группы «Ранетки» произошло от названия этого сорта яблок.